# Barstow (Califórnia)
Barstow é uma cidade localizada no estado americano da Califórnia, no Condado de San Bernardino. Foi incorporada em 30 de setembro de 1947.

## Geografia
De acordo com o United States Census Bureau, a cidade tem uma área de 107,2 km², onde 107,17 km² estão cobertos por terra e 0,03 km² por água.

### Localidades na vizinhança
O diagrama seguinte representa as localidades num raio de 56 km ao redor de Barstow. 

## Demografia
Segundo o censo nacional de 2010, a sua população é de 22 639 habitantes e sua densidade populacional é de 211,24 hab/km². Possui 9 555 residências, que resulta em uma densidade de 89,15 residências/km².